# Suchá Dolina
Suchá Dolina (in ungherese Szárazvölgy) è un comune della Slovacchia facente parte del distretto di Prešov, nella regione omonima.